# Catalunya Nació
Catalunya Nació: portaveu de la Joventut Nacionalista Republicana, va ser una publicació periòdica que va sortir a Reus l'any 1917.
La Joventut Nacionalista Republicana era la branca juvenil del Foment Nacionalista, fundat l'any 1906, on hi van convergir nacionalistes liberals procedents de la Lliga Catalanista, i destacats republicans, com Evarist Fàbregas, militant del Partit Federal des del 1890. D'aquest periòdic se'n coneixen 11 números. L'imprimia la Tipografia Catalana i tenia la redacció al carrer de Llovera núm. 23. Al número 1, que va sortir el 2 de juny de 1917, s'hi llegeix: "Som republicans i catalanistes ... en la qüestió social, boguem per a un millor benestar dels homes i en totes les qüestions que es presentin entre'l capital i el treball, nosaltres, com a homes de llibertat ens posarem al costat dels menys forts. Aquí doncs ens teniu, disposats a la lluita per Catalunya i la República".
El director era Joan Montaner, i com a col·laboradors principals hi trobem Àngel Samblancat, Salvador Torrell i Eulàlia, Manuel Folguera i Duran, Pere Balagué i Josep del Camp. Escrita en català, va publicar alguns articles en castellà. Sortia setmanalment, amb 4 pàgines a quatre columnes, i a partir del número 2 va variar les dimensions a 45 cm. Se'n conserven exemplars a la Biblioteca de Catalunya, a la Biblioteca del Centre de Lectura de Reus i a la Biblioteca Central Xavier Amorós de Reus.